# Victor Habert-Dassault
Victor Habert-Dassault, né le 12 juillet 1992 à Paris 16e, est un homme politique français.

## Biographie

### Jeunesse et études
Né le 12 juillet 1992 dans le 16e arrondissement de Paris, Victor Habert-Dassault est le fils de Marie-Hélène Dassault épouse Habert (fille de Serge Dassault), neveu d'Olivier Dassault, petit-fils de Serge Dassault et arrière-petit-fils de Marcel Dassault, fondateur du groupe Dassault.
Il grandit dans la villa Montmorency.
Il étudie le droit à la London School of Economics. De retour en France, il obtient un master en droit public.

### Parcours professionnel
Il est avocat de formation.
Il détient des parts dans plusieurs sociétés évaluées à plus de 600 millions d'euros.

### Parcours politique
Victor Habert-Dassault prend part à la campagne de Valérie Pécresse en Île-de-France en 2015 pour les élections régionales et occupe le poste d’attaché parlementaire auprès de Jérôme Chartier.
Le 6 juin 2021, au second tour d'une élection législative partielle dans la première circonscription de l'Oise, il se présente sous le nom le nom Habert-Dassault. Il l’emporte avec 80,4 % des suffrages exprimés face à la candidate du Rassemblement national, dans un contexte de forte abstention (75,7 %). Il succède ainsi à son oncle Olivier Dassault, mort en mars de la même année.
Il a été choisi par sa tante pour reprendre le flambeau familial comme candidat au poste de député de la première circonscription de l’Oise, fief politique de la famille Dassault depuis 1957. Son « parachutage » dans une circonscription où il n'a jamais vécu et sa désignation « dynastique » font l'objet de critiques à gauche comme à droite. Le sénateur LR Olivier Paccaud critique une situation « d'Ancien Régime ».
Un an plus tard, il est réélu député pour la législature suivante en battant le candidat du RN lors des élections législatives françaises de 2022.
Il intègre la direction de LR après l'élection d'Éric Ciotti à sa tête en janvier 2023.
Après la dissolution de l'Assemblée nationale le 9 juin 2024, il se représente aux législatives. Il est y battu par Claire Marais-Beuil, candidate du Rassemblement national.
Il est condamné au conseil de prud'hommes en novembre 2024 pour le licenciement sans cause de son ancien chauffeur,.

## Synthèse des résultats électoraux

### Élections législatives
| Année | Parti  | Parti | Circonscription | 1er tour | 1er tour | 1er tour | 2e tour | 2e tour | 2e tour |
| Année | Parti  | Parti | Circonscription | Voix     | %        | Rang     | Voix    | %       | Issue   |
| ----- | ------ | ----- | --------------- | -------- | -------- | -------- | ------- | ------- | ------- |
| 2021  |        | LR    | 1re de l'Oise   | 12 377   | 58,44    | 1er      | 15 100  | 80,41   | Élu     |
| 2022  | 12 692 | LR    | 1re de l'Oise   | 32,46    | 20 480   | 1er      | 58,34   |         | Élu     |
| 2024  | 13 049 | LR    | 1re de l'Oise   | 24,48    | 2e       | 25 070   | 48,31   | Battu   |         |